# 光平縣
光平县是越南河江省下辖的一个县。面积780.42平方公里，2018年时总人口68520人。

## 地理
光平县北接黄树皮县和箐门县，东接北光县，南接安沛省陆安县，西接老街省保安县。

## 历史
2003年12月1日，北光县以本地社、安城社、安平社、凭琅社、春江社、那姜社、安河社、先安社、香山社、新郑社、尾上社、新北社12社，黄树皮县以先原社、春明社2社，箐门县以新南社1社析置光平县。
2010年12月7日，安平社改制为安平市镇。
2025年6月12日，宣光省和河江省合并成新的宣光省，光平县随之短暂划归宣光省管辖。6月16日，越南国会废除县级政区，光平县随之废除；尾上社、香山社和先安社合并成新的先安社，那姜社和春江社合并成新的春江社，安河社和凭琅社合并成新的凭琅社，本地社和安城社合并成新的安城社，安平市镇和新南社合并成光平社，新北社和新郑社合并成新的新郑社，春明社并入松元社，先原社不作调整，各新社均隶属宣光省直接管辖。

## 行政区划
光平县下辖1市镇14社，县莅安平市镇。
- 安平市镇（Thị trấn Yên Bình）
- 本地社（Xã Bản Rịa）
- 凭琅社（Xã Bằng Lang）
- 香山社（Xã Hương Sơn）
- 那姜社（Xã Nà Khương）
- 新北社（Xã Tân Bắc）
- 新南社（Xã Tân Nam）
- 新郑社（Xã Tân Trịnh）
- 先原社（Xã Tiên Nguyên）
- 先安社（Xã Tiên Yên）
- 尾上社（Xã Vĩ Thượng）
- 春江社（Xã Xuân Giang）
- 春明社（Xã Xuân Minh）
- 安河社（Xã Yên Hà）
- 安城社（Xã Yên Thành）